# جنسن موتورز
جنسن موتورز (انگلیسی: Jensen Motors) شرکت خودروسازی بریتانیایی است، که در سال ۱۹۲۲ تأسیس شد.